# The Oprah Winfrey Show
The Oprah Winfrey Show foi um talk show norte americano, apresentado e produzido por Oprah Winfrey, sendo um dos maiores programas televisivos de todos os tempos.
Foi até então o talk show mais antigo nos Estados Unidos da programação diurna, com mais de 20 temporadas e centenas de episódios desde que estreou a 8 de Setembro de 1986. O programa foi renovado até à vigésima quinta temporada e terminou no dia 25 de Maio de 2011.
Oprah, como é designado muitas vezes e mais conhecido em Portugal, foi incluída na lista da revista Time para melhor programa de televisão do século XX  em 1998, e entrou no top 50 da contagem da TV Guide para os melhores programas de todos os tempos em 2002.
O programa é muito famoso perante o público feminino e muitos dos tópicos discutidos penetram na consciência e na cultura norte americana muito facilmente. Os primeiros episódios seguiam uma exploração muito mais sensacionalista dos problemas sociais ao estilo de Phil Donahue, mas hoje em dia Oprah transformou-se eventualmente num programa que levanta o espírito e que é bastante positivo, marcado pelos clubes de livros, as entrevistas a celebridades, os segmentos de melhoramento pessoal e eventos mundiais.

## Wildest dreams
Um dos segmentos dos últimos anos foi a tour dos "Wildest Dreams" (Sonhos selvagens), onde a produção juntava-se à família e aos amigos de pessoas para conseguirem concretizar os seus sonhos, quer seja uma casa nova, um encontro com o cantor favorito ou convidado numa série de televisão.
Durante a premiere da décima oitava temporada (Outuno de 2004), a Oprah surpreendeu a audiência inteira dando a cada um Pontiac G6.  Foi apelidado TV Guide como um dos momentos televisivos maiores da história. Apesar de Oprah receber crédito por ter oferecido os carros, estes foram-lhe doados pela Pontiac para publicitar o novo modelo. Foi uma das técnicas publicitárias mais comentadas e sucedidas uma vez que a notícia correu pelo mundo aparecendo em telejornais. Em 2005, Tina Turner foi convidada pelo programa, juntamente com a estrela de Desperate Housewives, Felicity Huffman, para concretizar o seu sonho de ser uma cantora de coro da Tina.

## O final
O último programa foi exibido em 25 de maio de 2011. Na ocasião, Oprah Winfrey conquistou a maior audiência dos últimos 17 anos da atração. Apesar do fim da atração, Oprah, passou a dedicar-se à sua própria emissora, a Oprah Winfrey Network (OWN), lançada em janeiro de 2012, nos EUA.